# PO’ed
PO’ed — трёхмерная игра в жанре шутера от первого лица для игровой системы пятого поколения 3DO Interactive Multiplayer. Выпущена и разработана компанией Any Channel в 1995 году. В 1996 году была переиздана компанией Accolade на игровой системе PlayStation. Планировалось выпустить версию для MS-DOS, однако Any Channel обанкротились и дальнейшая разработка порта стала невозможной.
1 апреля 2024 года студия Nightdive Studios анонсировала переиздание игры под названием PO’ed: Definitive Edition. Выход обновленной версии запланирован на 16 мая 2024 года для платформ Microsoft Windows, Nintendo Switch, PlayStation 4, PlayStation 5, Xbox One и Xbox Series X/S.

## Сюжет игры
Военный звездолёт U.S.S. Pompous (с англ. — «Помпезный») попадает в межпространственный разрыв. Дыра в пространстве переносит корабль в измерение, населённое чудовищами, которые мгновенно уничтожают экипаж «Помпезного». Окс — обычный кок, который единственный остался в живых. Его друзья погибли, он оказался в неизвестном участке галактики и его суфле полностью испорчено. Он вне себя от ярости. Окс, вооружившись сковородой и вязаными тапочками, решает противостоять инопланетянам и выбраться из неизвестного измерения.

## Игровой процесс

Скриншот версии для 3DO Interactive Multiplayer. Здоровье персонажа отображается в правом верхнем углу. В левом верхнем углу показано что используется реактивный ранец. Перед игроком бегают противники в виде «ходячих задниц».

Игра представляет собой традиционный шутер от первого лица. Игрокам доступны разнообразные орудия, начиная от таких простых, как сковородка и дрель, и заканчивая футуристическим оружием инопланетного происхождения. В процессе игры необходимо преодолеть 26 уровней, каждый из которых наполнен инопланетными монстрами.
Уровни в игре — полностью трёхмерные, но для оружия, предметов и противников используются спрайты. Все внутриигровые бои происходят в открытом пространстве. Игрок путешествует по огромным локациям с помощью реактивного ранца. Игра делится на три эпизода и в каждом эпизоде цвет выхода с уровня отличается.

## Разработка
Разработчиком игры PO’ed стала компания Any Channel, основанная в июле 1993 года бывшими сотрудниками Sun Microsystems. В октябре того же года началась разработка игры, причём изначально проект вёлся вне рабочего времени. Рассел Пфлугхаупт из Any Channel говорил что команда проанализировала такие игры, как Doom, Marathon и Dark Forces, и взяла из них лучшее на их взгляд. Однако команда стремилась избежать ощущения «туннельности», присущего этим играм, и поэтому игровые пространства в PO’ed были сознательно сделаны открытыми и отходящими от стандартных формул. Разработчики изначально рассматривали возможность добавления в игру мотоцикла и танка, помимо уже имеющегося в арсенале игрока реактивного ранца. Однако они не смогли найти подходящий способ внедрить их использование в дизайн уровней.
23 мая 1995 года компания The 3DO Company заключила с Any Channel соглашение о сотрудничестве. По условиям соглашения, The 3DO Company получила права на распространение игр Any Channel на территории Северной Америки, а также на издание и распространение их игр в остальных странах на протяжении следующих трёх лет, начиная с игры PO’ed.
1 апреля 2024 года студия Nightdive Studios анонсировала переиздание игры под названием PO’ed: Definitive Edition. Выход обновленной версии запланирован на 16 мая 2024 года для платформ Microsoft Windows, Nintendo Switch, PlayStation 4, PlayStation 5, Xbox One и Xbox Series X/S.

## Критика
| Иноязычные издания    | Иноязычные издания |
| Издание               | Оценка             |
| --------------------- | ------------------ |
| EGM                   | 6,125 из 10 (PS1)  |
| Maximum               | 1 из 5 (3DO)       |
| Next Generation       | 4 из 5 (3DO, PS1)  |
| Русскоязычные издания |                    |
| Издание               | Оценка             |
| «Страна игр»          | 5 из 5 (3DO)       |

PO’ed получила неоднозначные отзывы критиков. В своём обзоре версии для 3DO, Scary Larry из GamePro отметил проблемы с управлением: персонаж часто случайно сваливается с краёв платформ или не может повернуть в нужный момент. Тем не менее, по его мнению, игра адекватно выполняет роль шутера от первого лица для 3DO благодаря оригинальному арсеналу оружия, агрессивному компьютерному интеллекту противников, особому чувству юмора и относительно хорошей графике. В то же время, редакция журнала Maximum раскритиковала игру, назвав её «самым плохим трёхмерным экшеном на всех платформах», исключив лишь Crime Crackers для PlayStation и некоторые ранние игры для персональных компьютеров. Они отметили многочисленные проблемы: трёхмерная графика часто сбоит, полы не текстурированы, а попытки проявить юмор выглядят слабыми. Критики также обратили внимание на низкое качество графики противников, которые становятся сильно пикселизованными на средних расстояниях, и на проблемы с управлением.
Один из рецензентов журнала Next Generation отметил, что PO’ed была создана небольшой группой независимых программистов, что оказалось как плюсом, так и минусом. По его словам, игра обладает плавным игровым процессом, не ограничивает игрока в перемещении и выделяется на фоне других шутеров от первого лица. Однако «чрезмерно продуманные» планировки уровней и сложные текстуры иногда делают игру слишком запутанной и вызывают разочарование. Заключил он тем, что «игра выполнена качественно, но её сложность идёт ей во вред».
В рецензии на версию игры PO’ed для PlayStation в журнале Electronic Gaming Monthly большинство из четырёх рецензентов назвало игру скучным шутером от первого лица, отличающимся от других игр этого жанра лишь своим чувством юмора, которое быстро утомляет. Марк Лефевр также указал на отсутствие улучшений по сравнению с версией для 3DO. В отличие от него Майк Десмонд назвал PO’ed «в целом хорошей игрой, которая не уступает таким тайтлам, как Doom и Duke Nukem 3D». Он похвалил детализированную графику, разнообразие «перевёрнутых» уровней и большой выбор оружия. Рецензент GamePro под псевдонимом Slo Mo отметил, что игре не хватает хоррора и атмосферы игр вроде Doom и Alien Trilogy, однако она «умело балансирует на грани между серьезностью и юмором». Обозреватель Next Generation заявил, что версия для PlayStation сохраняет эксцентричный стиль и общие ощущения от оригинальной игры для 3DO, но делает игру более доступной благодаря улучшенному управлению и графике.
В ретроспективном обзоре Майк Макди из Hardcore Gaming 101 заметил что версия для PlayStation во многих отношениях превосходит оригинал, однако версия для 3DO до сих пор выглядит лучше на современных телевизорах благодаря отличной интерполяции графики. Комментируя игру, Макди заметил, что единственным наследием компании Any Channel осталась игра PO’ed — игра, «удивляющая своими ходячими задницами, шеф-поварами, делающими сальто, и ракетами-вуайеристами». По его словам, игра «не похожа на другие игры девяностых годов», и «чтобы по-настоящему оценить эту игру, нужно быть немного странным человеком».